# 0182
0182 è il prefisso telefonico del distretto di Albenga, appartenente al compartimento di Genova.
Il distretto comprende la parte occidentale della provincia di Savona. Confina con i distretti di Imperia (0183) a sud-ovest, di Mondovì (0174) a nord-ovest e di Savona (019) a nord-est.

## Aree locali e comuni
Il distretto di Albenga comprende 24 comuni compresi nelle 3 aree locali di Alassio, Albenga e Ceriale. I comuni compresi nel distretto sono: Alassio, Albenga, Andora, Arnasco, Balestrino, Boissano, Borghetto Santo Spirito, Casanova Lerrone, Castelbianco, Castelvecchio di Rocca Barbena, Ceriale, Cisano sul Neva, Erli, Garlenda, Laigueglia, Nasino, Onzo, Ortovero, Stellanello, Testico, Toirano, Vendone, Villanova d'Albenga e Zuccarello .